# Mydaea meridia
Mydaea meridia este o specie de muște din genul Mydaea, familia Muscidae, descrisă de John Otterbein Snyder în anul 1941. Conform Catalogue of Life specia Mydaea meridia nu are subspecii cunoscute.